# Герменефред
Герменефред (Гермінафрід, Ірмінфрід) (до 485 — 534) — останній король тюрингів в 507—534 роках.

## Життєпис
Син короля тюрингів Бізіна. Близько 507 року після смерті батька розділив королівство з братами Бертахаром і Бадеріхом. Між 507 та 510 роками одружився з Амалабергою, донькою Амалафріди й небогою остготського короля Теодоріха Великого. Це значно змінило становище Герменефреда. На той час остготи встановили владу над південною Алеманією та Гепідією. Шлюб між Герменефредом і представницею королівського роду остготів призвів до долучення політики короля тюрингів до антифранкської коаліції Теодориха Великого. Водночас Тюрингія отримала надійний захист від можливого нападу франків.
У 525 році Герменефред несподівано напав на свого брата Бертахара, переміг його та вбив. За свідченням Григорія Турського, винуватицею війни стала дружина Герменефреда. У 529 Роцівін атакував іншого брата — Бадеріха. Попередньо Герменефред уклав союз з Теодоріхом I, королем Австразії, пообіцявши тому в разі перемоги віддати половину Тюрингії. В цій війні Герменефред і Теодоріх I здобули перемоги, а Бадеріх загинув. Проте Герменефред відмовився виконувати умови договору і зберіг за собою все королівство. Теодоріх I не наважувався втягуватися у війну з королем тюрингів, побоюючись Остготського королівства.
У 531 році Теодоріх I, скориставшись послабленням остготів, вирішив відвоювати обіцяні землі. Король Австразії оголосив війну королю тюрингів. Теодоріх I рушив проти Герменефреда спільно зі своїм братом Хлотарем I. У битві на річці Унструт тюринги зазнали нищівної поразки. Король Герменефред втік, сховавшись у фортеці Скітінг (сучасний Шейдунген на річці Унструт). Становище короля тюрингів було важке. Втім в цей час Теодоріх I посварився з Хлотарем I. Останній повернувся до своїх володінь, а король Австразії був змушений шукати нових союзників — саксів на чолі із Хадугатоном. Теодоріх I пообіцяв їм частину земель Тюрингії, отримав від них військо і взяв в облогу Герменефреда в Скітінгу. У завзятому бою жодна зі сторін не добилася перемоги. Після цього Герменефред вступив в перемовини з Теодоріхом I, уклавши угоду, якою визнав свою залежність від короля Австразії. Водночас обидва королі уклали договір проти саксів. Проте коли сакси дізналися про умови договору, вони здійснили нічний напад на Скітінг, захопили місто і фортецю, перебивши майже всіх жителів. Герменефреду вдалося разом з родиною сховатися у Східній Тюрингії.
Король Герменефред зберігав владу в Східній Тюрингії до 534 року, коли за запрошенням Теодоріха I прибув до Толбіаку, де короля тюрингів за наказом короля Австразії було скинуто з фортечної стіни. було також вбито два сина Герменефреда. Після цього усі володіння загиблого захопив Теодоріх I. Землі Тюрингії на схід від річки Заал у 560-х роках зайняли слов'янські племена. Син Герменефреда — Амалафрід — разом з сестрою втік до Остготського королівства.